# Rokas Žilinskas
Rokas Žilinskas (20 tháng 7 năm 1972 – 6 tháng 6 năm 2017) là một nhà báo và chính khách người Litva. Ông được bầu vào Seimas năm 2008 và là thành viên của Quốc hội Litva cho đến khi qua đời. Ông là thành viên đồng tính công khai đầu tiên của quốc hội.

## Tiểu sử
Žilinskas sinh ra trong một gia đình huấn luyện viên bơi lội và giáo viên mẫu giáo. Khi ở trường, Rokas bắt đầu quan tâm đến địa lý, sau đó là chính trị học và chính trị. Ông học báo chí tại Đại học Vilnius. Trước khi được bầu vào Quốc hội Litva, Žilinskas là một phát thanh viên nổi tiếng của Litva từng làm việc tại đài truyền hình LNK từ 1998 đến 2008.
Năm 2009, một năm sau cuộc bầu cử Quốc hội, Žilinskas công khai rằng mình là người đồng tính, do đó trở thành chính khách LGBT đầu tiên được bầu ở Litva. Tuy nhiên, ông bày tỏ sự không đồng tình đối với quyền bình đẳng của những người đồng tính, chẳng hạn như hôn nhân đồng giới và nhận con nuôi đồng tính, nhưng bất ngờ quyết định tham gia cuộc diễu hành đồng tính đầu tiên ở Vilnius, mặc dù bị phản đối trong một thời gian dài.
Žilinskas đã làm hỏng hình ảnh của mình trước công chúng sau khi ông chửi bới các cảnh sát khi ông đang say rượu. Năm 2011, Žilinskas bị khai trừ khỏi Đảng Cơ đốc giáo, sau khi ông bị phát hiện say rượu ở Seimas.
Năm 2012, ông trở thành thành viên của Liên minh Tổ quốc bảo thủ và được bầu lại vào Seimas năm đó cũng như năm 2016.

## Qua đời
Žilinskas nhập viện vào tháng 5 năm 2017. Vào ngày 6 tháng 6 năm 2017, Žilinskas qua đời vì viêm phổi do biến chứng của HIV tại Phòng khám Santaros của Đại học Vilnius ở tuổi 44. Ông được chôn cất tại Nghĩa trang Antakalnis ở Vilnius.

## Nền văn hóa phổ biến
- Žilinskas được giới thiệu trong một bộ phim tài liệu Starsuckers của Anh, nơi ông được phỏng vấn.
- Žilinskas là một chủ đề chế nhạo bởi một nhà hài hước người Litva Justinas Jankevičius, người đã nhại lại cách nói giống như một phát thanh viên truyền hình của Žilinskas.